# Szancsurszk
Szancsurszk (oroszul: Санчурск; mezei mari nyelven Шынчара, hegyi mari nyelven Санцара) városi jellegű település Oroszország Kirovi területén, a Szancsurszki járás székhelye.	
Lakossága: 4727 fő (a 2010. évi népszámláláskor).

## Fekvése
A Kirovi terület délnyugati részén, Kirov területi székhelytől 284 km-re, a Nagy-Koksaga (a Volga mellékfolyója) partján helyezkedik el, Mariföld határa mellett. Kb. egyforma távolságra, 55 km-re fekszik északkelet felé Jaranszktól és délkelet felé Joskar-Olától. A legközelebbi vasútállomás 35 km-re van.
A település két részből áll. Központi része a folyó jobb partján van, a túlsó parti részen, kb. 2 km-rel távolabb pedig a szeszgyár (sörgyár, szeszipari vállalat). A kettő közti területen található a bizonytalan státuszu Gorogyiscse, talán önálló falu.
A járás mari lakossága az erdei (kozsla) marikhoz tartozik. Nyelvi és kulturális szempontból a kozsla a mezei marik és a hegyi marik közötti etnikai csoportnak tekinthető.

## Neve
Írott forrás Szancsurszk néven először 1584-ben említi. 1627-ben Carev-Szancsurszkij város, 1780-ban Carjovoszancsurszk. 1923-ban visszakapta a régi Szancsurszk nevet.
Egy magyarázat szerint neve a régi Szancara vagy Sancsara mari erődítményből származik, melynek helyén, a közeli Szancsur-tónál ma is van település. Egy másik elképzelés szerint a név a csuvas Szancsurból ered (szan – 'tied', csur – 'szolga, vazallus'). E magyarázat szerint a mari fejedelem így tett volna hűségesküt a volgai bolgárok fejedelmének.

## Története
A területen ősi időktől kezdve marik éltek. 1582-ben a Volga menti tatárok, marik, udmurtok, mordvinok területein felkelések törtek ki, de a felkelők fő erői 1584-ben vereséget szenvedtek. Ugyanabban az évben Borisz Godunov elrendelte Civilszk, Urzsum, Szancsurszk és más vár-erődök létesítését. 
Szancsurszkban a mari település helyén kreml épült, és az erőd falain kívüli földeket orosz földesuraknak, vajdáknak, kereskedőknek osztották szét, illetve jobbágyokat telepítettek le. Carjovoszancsurszk ujzed-székhely és a vidék kereskedelmének központja lett, híresek voltak évente kétszer megtartott több napos vásárai. 1781-ben II. Katalin orosz cárnő engedélyével városi címet kapott. 1794-ben a város, benne a fából épült kreml teljesen leégett. A két évvel későbbi közigazgatási reform során a még romokban heverő Szancsurszk megtartotta ugyan városi címét, de a közigazgatási székhelyt áthelyezték Jaranszkba. A szovjet korszakban, 1923-ban városi címétől is megfosztották és falu kategóriába sorolták. 1929-ben lett járási székhely és 1944-ben átkerült a városi jellegű települések kategóriába. 
Máig fennmaradt legrégibb egyházi épülete, a Tyihvin-templom 1761-ben épült. 1861-ben a Vlagyimir-templomban megnyílt az első egyházi iskola. Az egykori kreml alapításának 300. évfordulóján, 1884-ben városi parkot alakítottak ki. A szovjet korszakban, 1933–1934-ben épült a járási kórház. A helytörténeti múzeumot 1967-ben alapították és később egy 19. századi kereskedő egykori házában rendezték be. 1989-ben adták át a folyón átívelő új vasbeton hidat, és ugyanakkor elkészült a Kirov felé vezető aszfaltburkolatú országút is.